# Dag Nasty
Dag Nasty est un groupe punk rock, punk hardcore et hardcore mélodique américain, originaire de Washington.
À la base le groupe est composé d'ex-membres de Minor Threat et de Bloody Mannequin Orchestra. Au cours de ses quatre années d'existence, le groupe connaîtra d'incessants changements de lineup. Ainsi Dag Nasty sera la terre d'accueil de futurs membres de groupes prestigieux (Descendents, Bad Religion, Down By Law...). On parle souvent de Dag Nasty comme du pionnier du mouvement punkcore mélodique. En effet, le groupe est caractérisé par des sonorités plus mélodiques et accessibles que celles de groupes comme Black Flag ou Minor Threat par exemple.

## Biographie
Shawn Brown est le premier chanteur avec lequel le groupe enregistre des versions inédites non publiées de chansons qui deviendront leur premier album, Can I Say, qui fait participer l'ancien roadie et nouveau chanteur Dave Smalley du groupe DYS,. Dave quitte le groupe pour obtenir son diplôme à l'université de New York avant la tournée d'été avec The Descendents. Un nouveau chanteur, Peter Cortner, est recruté après que ce dernier ai répondu à une offre du groupe dans un journal local. Après la moitié de leur tournée américaine avec The Descendents, le groupe rentre chez lui et enregistre des chansons qui ne seront pas publiées avant un an. Après quelques concerts locaux, le groupe se sépare à la fin de 1986.
Brian part pour Los Angeles former un nouveau groupe appelé Doug Carrion et la moitié de Doggie Style appelé Doggie Rock. Après un album sous le nom de Doggie Style, Doggie Rock se sépare et Brian reforme Dag Nasty au début de 1987 avec Peter, Colin et Doug replacent Roger Marbury, qui déclinera le retour. Des mois plus tard, ils publient Wig Out at Denko's. L'année 1988 assiste à la sortie de leur album Field Day au label Giant Records, distribué par Dutch East India. En 1991, Selfless Records publie 85-86, une compilation de leurs chansons datant d'avant Can I Say. En 1992, Dag Nasty se reforme avec Smalley au chant, et publie l'album Four on the Floor.
En 2002, le groupe se reforme de nouveau avec Smalley au chant, retournant à ses racines punk hardcore. Ils publient alors l'album Minority of One. En 2009, Brian Baker annonce son souhait d'enregistrer un nouvel album de Dag Nasty avec Peter Cortner.
En octobre 2012, Dag Nasty annonce un concert de réunion à Washington avec le premier chanteur Shawn Brown. Le 28 décembre 2012, la première formation de Dag Nasty joue au Black Cat en soutien à leur documentaire à venir Salad Days: The DC Punk Revolution. Le groupe se reforme en 2015. Ils annoncent le 30 juin 2016 une tournée en Europe au printemps 2016 et un concert au Punk Rock Bowling Music Festival de Las Vegas, et le 11 juin à l'Asbury Park, dans le New Jersey.Un nouveau single 7" sera publié au label Dischord Records en mai 2016.

## Membres

### Derniers membres
- Dave Smalley - chant (1986, 1991, 2002)
- Brian Baker - guitare (1985-2002)
- Roger Marbury - basse (1985-1987, 1991, 2002)

### Anciens membres
- Shawn Brown - chant (1985-1986)
- Peter Cortner - chant (1986-1988)
- Doug Carrion - basse (1987-1988)
- Colin Sears - batterie (1985-1987)
- Scott Garret - batterie (1987-1988)

## Discographie
- 1986 : Can I Say
- 1987 : Wig out at Denko's
- 1986 : Field Day
- 1992 : Four on the Floor
- 2002 : Minority of One
- 2010 : Dag with Shawn
- 2016 : Cold Heart (single 7")